# (52649) Chrismith
(52649) Chrismith est un astéroïde de la ceinture principale.

## Description
(52649) Chrismith est un astéroïde de la ceinture principale. Il fut découvert le 27 décembre 1997 à l'observatoire Goodricke-Pigott par Roy A. Tucker. Il présente une orbite caractérisée par un demi-grand axe de 3,04 UA, une excentricité de 0,06 et une inclinaison de 9,1° par rapport à l'écliptique.

## Compléments